# Brentford F.C.
Brentford Football Club – angielski klub piłkarski, mający siedzibę w dzielnicy Londynu, Brentford. Obecnie występuje w Premier League.
W latach 1904–2020 zespół rozgrywał swoje spotkania na stadionie Griffin Park. W 2020 roku klub przeniósł się na nowy Brentford Community Stadium, położony kilometr na wschód od starego obiektu.

## Obecny skład
Stan na 1 lutego 2023
| Nr | Poz. | Piłkarz                                  |
| -- | ---- | ---------------------------------------- |
| 1  | BR   | David Raya                               |
| 2  | OB   | Aaron Hickey                             |
| 3  | OB   | Rico Henry                               |
| 5  | OB   | Ethan Pinnock                            |
| 6  | PO   | Christian Nørgaard (wicekapitan)         |
| 8  | PO   | Mathias Jensen                           |
| 9  | NA   | Kevin Schade (wypożyczony z SC Freiburg) |
| 10 | PO   | Josh Dasilva                             |
| 11 | NA   | Yoane Wissa                              |
| 13 | OB   | Mathias Jørgensen                        |
| 14 | PO   | Saman Ghoddos                            |
| 15 | PO   | Frank Onyeka                             |
| 16 | OB   | Ben Mee                                  |

| Nr | Poz. | Piłkarz                  |
| -- | ---- | ------------------------ |
| 17 | NA   | Ivan Toney               |
| 18 | OB   | Pontus Jansson (kapitan) |
| 19 | NA   | Bryan Mbeumo             |
| 20 | OB   | Kristoffer Ajer          |
| 22 | BR   | Thomas Strakosha         |
| 23 | NA   | Keane Lewis-Potter       |
| 24 | PO   | Mikkel Damsgaard         |
| 26 | PO   | Shandon Baptiste         |
| 27 | PO   | Vitaly Janelt            |
| 30 | OB   | Mads Roerslev            |
| 33 | OB   | Fin Stevens              |
| 34 | BR   | Matthew Cox              |